# Judy Collins
Judith Marjorie Collins (nascida em 1º de maio de 1939, em Seattle, Washington) é uma cantora e compositora norte-americana de folk music, conhecida pelos seus gostos ecléticos no material que ela grava (que incluem folk, pop, e rock and roll); e pelo seu ativismo social.
Judy Collins percorreu muitos caminhos na revolução da música popular norte-americana dos anos 60. Interpretou Richard Fariña, Randy Newman e Donovan quando poucos o faziam e já em 1963 cantava "Turn! Turn! Turn!" segundo um primeiro arranjo de Roger McGuinn.

## Carreira
Começou a carreira discográfica aos 22 anos, em 1961, imersa num cancioneiro tradicional derivado de Woody Guthrie e Peter Seeger - e o título da estreia, Maid of Constant Sorrow, sintetiza na perfeição o seu tom até meados da década. Mas começou a escolher para novos álbuns canções de Bob Dylan ou Phil Ochs.
Tinha um dom excepcional para reconhecer talentosos escritores de canções.